# Chiesa del Santissimo Salvatore (Comun Nuovo)
La chiesa del Santissimo Salvatore è la parrocchiale di Comun Nuovo, in provincia e diocesi di Bergamo; fa parte del vicariato di Spirano-Verdello.

## Storia

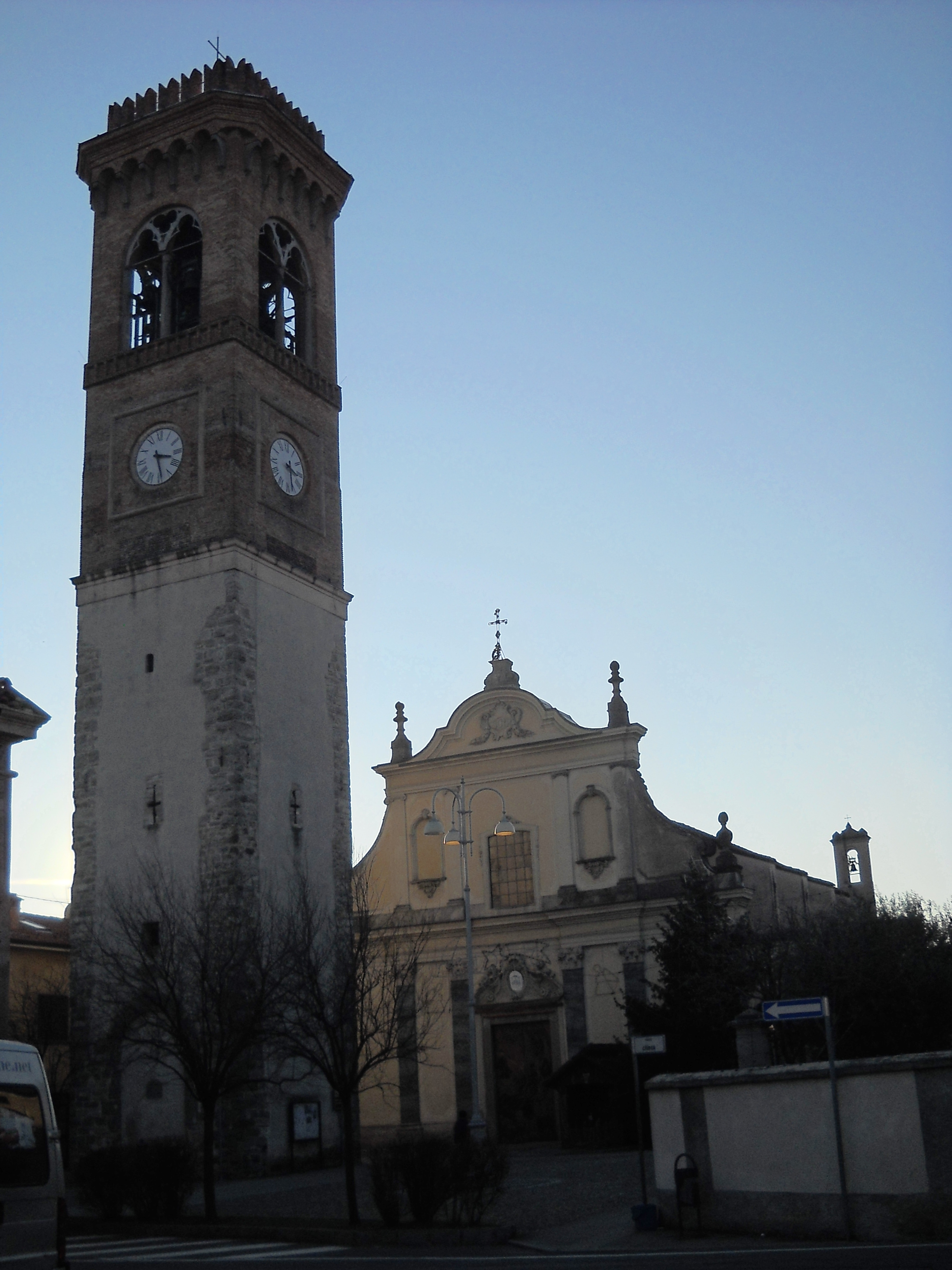
La chiesa ed il campanile

La chiesa di Comun Nuovo venne costruita all'inizio del XVI secolo e consacrata nel 1513.
Da documenti della seconda metà del Cinquecento s'apprende che il beneficio di cui disponeva la chiesa era insufficiente a mantenere il curato.
Nella relazione della visita apostolica del 1575 dell'arcivescovo di Milano Carlo Borromeo si legge che i parrocchiani erano 435 la chiesa, in cui aveva sede la scuola del Santissimo Sacramento, faceva parte della pieve foraniale di Ghisalba. Nel 1577, invece, la chiesa, allora indicata con il titolo di Sant'Antonio risultava aggregata alla pieve foraniale di Lallio; dal 1596 è attestato il definitivo titolo di San Salvatore.
Verso il 1650, il vescovo Gregorio Barbarigo, compiendo la sua visita pastorale, annotò che nella chiesa aveva sede la scuola della Dottrina Cristiana e che a servizio della cura d'anime v'era il solo parroco.
Nell'elenco delle chiese della diocesi di Bergamo stilato dal cancelliere Girolamo Marenzi tra il 1666 ed il 1667 si legge che la parrocchiale di Comun Nuovo aveva come filiale l'oratorio di San Zeno Vescovo e che i fedeli erano 543.
Verso l'inizio del Settecento la chiesa fu aggregata dapprima alla vicaria di Urgnano, successivamente a quella di Spirano.
Nel 1780 i parrocchiali erano 620, saliti a 982 nel 1861.
Tra il 1910 ed il 1913 la struttura fu ampliata con il prolungamento della navata e con il rifacimento dell'abside; al termine dei lavori, il 4 ottobre 1913 venne impartita la consacrazione dal vescovo Giacomo Maria Radini-Tedeschi.
Nel 1938 fu portata a compimento la facciata e nel 1968 vennero restaurate le decorazioni interne.
Il 28 giugno 1971 la chiesa confluì nella neo-costituita zona pastorale XVII, per poi essere aggregata il 27 maggio del 1979 al vicariato di Spirano-Verdello.
La facciata fu sottoposta ad ulteriori ristrutturazioni nel 1982 e nel 2015.